# Molophilus permutatus
Molophilus permutatus är en tvåvingeart som beskrevs av Alexander 1931. Molophilus permutatus ingår i släktet Molophilus och familjen småharkrankar. Inga underarter finns listade i Catalogue of Life.